# Acronictinae
Acronictinae — підродина метеликів родини совкових, поширених всесвітньо.
Не існує морфологічних ознак, які б чітко відрізняли цю групу від інших совок. Через це деякі види та роди різні автори відносять то до цієї, то до інших підродин. Чимало видів мають чорні штрихи на задньому куті та біля основи крил. У личинок часто наявний «горб» на 8-му сегменті черевця.
Види підродини поширені по всьому світі, але найбільша їхня кількість виявлена в помірній зоні Євразії та Північної Америки. У Європі наявні 25 видів з 6 родів. У Китаї близько 50 видів лише єдиного роду Acronicta, у Японії — від 39 до 48 видів (хоча приналежність усіх з них до підродини викликає сумніви в низки авторів), у Таїланді 7 видів з 6 родів. У тропічній Африці описаний 31 вид, а в Австралії — лише 5. У Північній Америці відомо близько 90 видів з 5 родів. У Неотропічній зоні кількість видів невелика.

## Роди
Підродина об'єднує понад 20 родів. Список родів наводиться за працею Zacharczenko (2017), перенесені до інших підродин роди не вказані:
- Acosmetia Stephens, 1829 — Африка
- Acronicta Ochsenheimer, 1816 — всесвітньо
- Amphia Guenée, 1852 — Африка
- Auchecranon Berio, 1978 — Африка
- Cerma Hübner, 1818 — Північна Америка
- Cranionycta Lattin, 1949 — Азія
- Craniophora Snellen, 1867 — всесвітньо
- Cymatophoropsis Hampson, 1894 — всесвітньо
- Diphtherocome Warren, 1907 — Африка
- Euromoia Staudinger, 1892 — Азія
- Goenycta Hampson, 1909 — Азія
- Harrisimemna Grote, 1873 — всесвітньо
- Kuehneana Hacker and Saldaitis, 2011 — Африка
- Libyphaenis Hampson, 1918 — Африка
- Lophonycta Sugi, 1970 — Азія
- Madeuplexia Viette, 1960 — Африка
- Platyprosopa Warren, 1913 — Азія
- Polygrammate Hübner, 1809 — Північна Америка
- Sinocharis Püngeler, 1912 — Азія
- Subleuconycta Kozhanchikov, 1950 — Азія
- Thalatha Walker, 1862 — Азія
- Thalathoides Holloway, 1989 — Азія
- Uniramodes Berio, 1976 — Африка